# Grand Prix automobile des États-Unis 1961
GP précédent GP suivant
Le Grand Prix des États-Unis 1961 (IVth United States Grand Prix), disputé sur le circuit de Watkins Glen le 8 octobre 1961, est la cent-deuxième épreuve du championnat du monde de Formule 1 courue depuis 1950 et la huitième et dernière manche du championnat 1961.

## Contexte avant la course

### Le championnat du monde
La saison 1961 correspond à l'introduction de la nouvelle Formule 1 1 500 cm3, introduite le premier janvier. Cette nouvelle formule, très proche de l'ancienne Formule 2 en vigueur de 1957 à 1960, a remplacé la précédente réglementation autorisant une cylindrée de 2 500 cm3 (moteur atmosphérique) ou de 750 cm3 (moteur suralimenté).
- Principaux points de la nouvelle réglementation :
- interdiction des moteurs suralimentés
- cylindrée minimale : 1 300 cm3
- cylindrée maximale : 1 500 cm3
- poids minimal : 450 kg (à sec)
- double circuit de freinage obligatoire
- arceau de sécurité obligatoire (le haut du cerceau devant dépasser le casque du pilote)
- démarreur de bord obligatoire
- carburant commercial
- ravitaillement en huile interdit durant la course

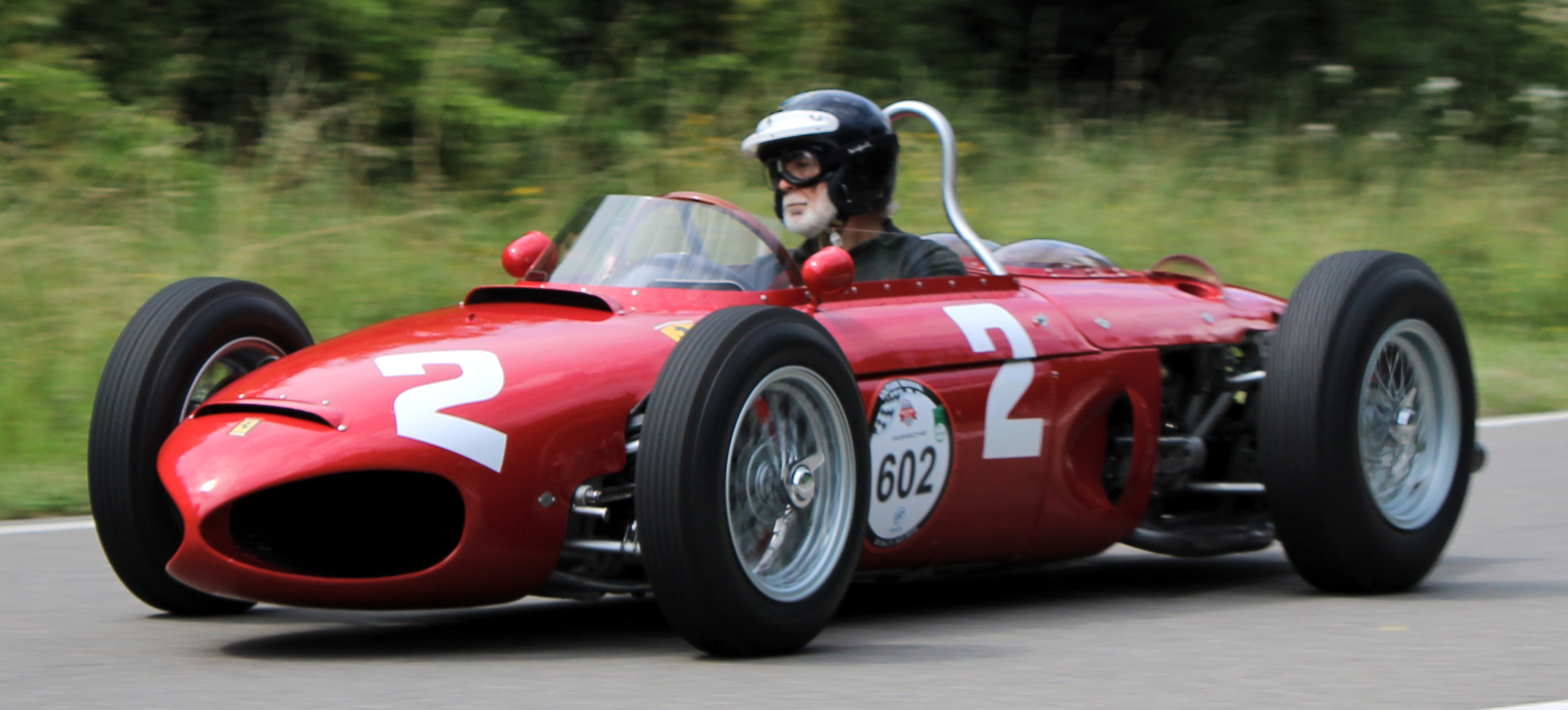
Dominatrices cette saison, les Ferrari 156 (ici lors d'une manifestation historique) seront absentes à Watkins Glen.

La nouvelle formule ayant été annoncée officiellement le 28 octobre 1958 par le président de la Commission sportive internationale (CSI), Monsieur Pérouse, les constructeurs disposaient de deux ans pour développer leurs nouvelles monoplaces. Toutefois les concurrents britanniques, opposés à la réduction de la cylindrée et à l'augmentation du poids minimal, ont passé ces deux années à tenter de faire revenir la CSI sur sa décision et ont tardé à développer de nouveaux moteurs. De ce fait, seule la Scuderia Ferrari a disposé d'une monoplace parfaitement au point, alors que ses concurrents britanniques ont conçu tardivement leurs châssis, adaptés à la version 1 500 cm3 du quatre cylindres Coventry Climax FPF dont le lancement remonte à 1956, pratiquement le seul moteur dont ils ont disposé, le nouveau V8 du motoriste britannique n'ayant fait son apparition en course qu'en seconde partie de saison, au Nürburgring. Encouragé par ses bons résultats en Formule 2 les saisons précédentes, Ferry Porsche a également décidé de se lancer en F1, utilisant cette année une évolution de ses anciennes F2, la nouvelle monoplace à moteur huit cylindres de la marque allemande n'étant attendue que pour la saison 1962.
Malgré les prouesses de Stirling Moss sur sa Lotus, la supériorité des Ferrari a permis à Phil Hill d'être sacré champion du monde dès le Grand Prix d'Italie, un titre cependant assombri par la disparition accidentelle de son coéquipier Wolfgang von Trips qui le devançait alors au classement provisoire du championnat. Très critiqué par la presse italienne, Enzo Ferrari a une nouvelle fois menacé de mettre fin aux activités sportives de la Scuderia et a déclaré forfait pour la dernière épreuve de l'année. Sans enjeu majeur et en l'absence des Ferrari (en dépit de l'insistance des organisateurs auprès du «Commendatore» pour qu'une de ses voitures soit confiée à Phil Hill), la manche américaine risque de ne pas rencontrer le succès escompté. Tout juste titré, Hill sera néanmoins présent, le pilote américain étant désigné commissaire d'honneur pour la course.

### Le circuit

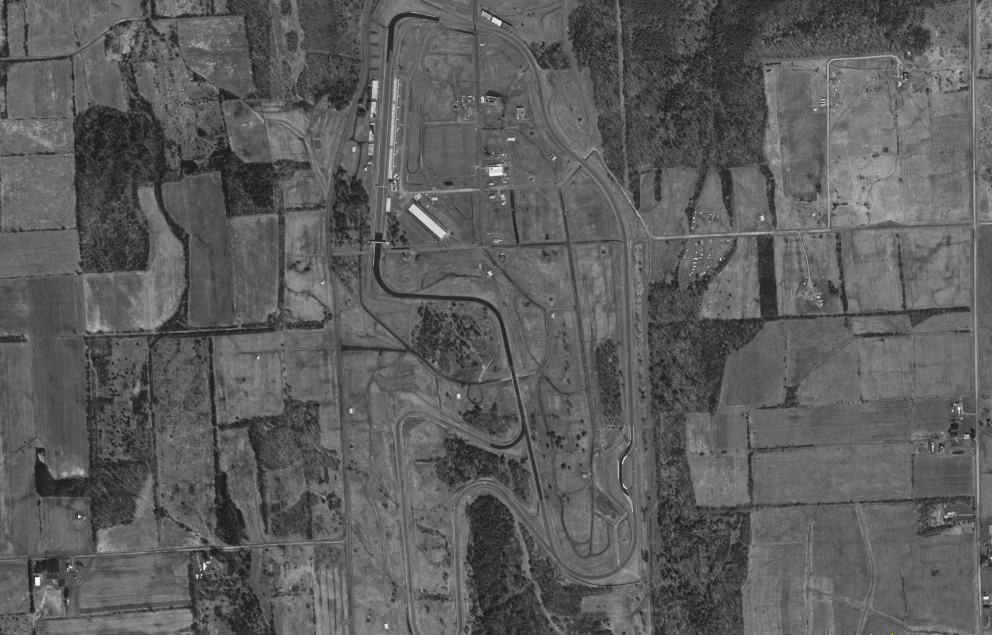
Vue aérienne du circuit, en bordure du Parc d'État de Watkins Glen.

Situé au nord-ouest de l'État de New York, à la pointe sud du lac Seneca, le circuit de Watkins Glen a été construit en 1956 sous les directives de Cameron Argetsinger, les courses automobiles organisées jusqu'alors dans les rues de la ville ayant été jugées trop dangereuses. Principalement utilisé pour les courses de voitures de sport (SCCA), il a également accueilli des courses de Formule Libre avant d'être retenu pour l'organisation du Grand Prix des États-Unis en remplacement de Riverside. Son tracé sinueux développe exactement 2,3 miles (3,701 km) et est généralement apprécié des spectateurs pour son cadre. Le climat de la région, très rigoureux dès le milieu de l'automne, a nécessité d'avancer de près d'un mois l'organisation du Grand Prix, initialement programmé le 2 novembre.

## Monoplaces en lice
- Cooper T58, T55 & T53 "Usine"

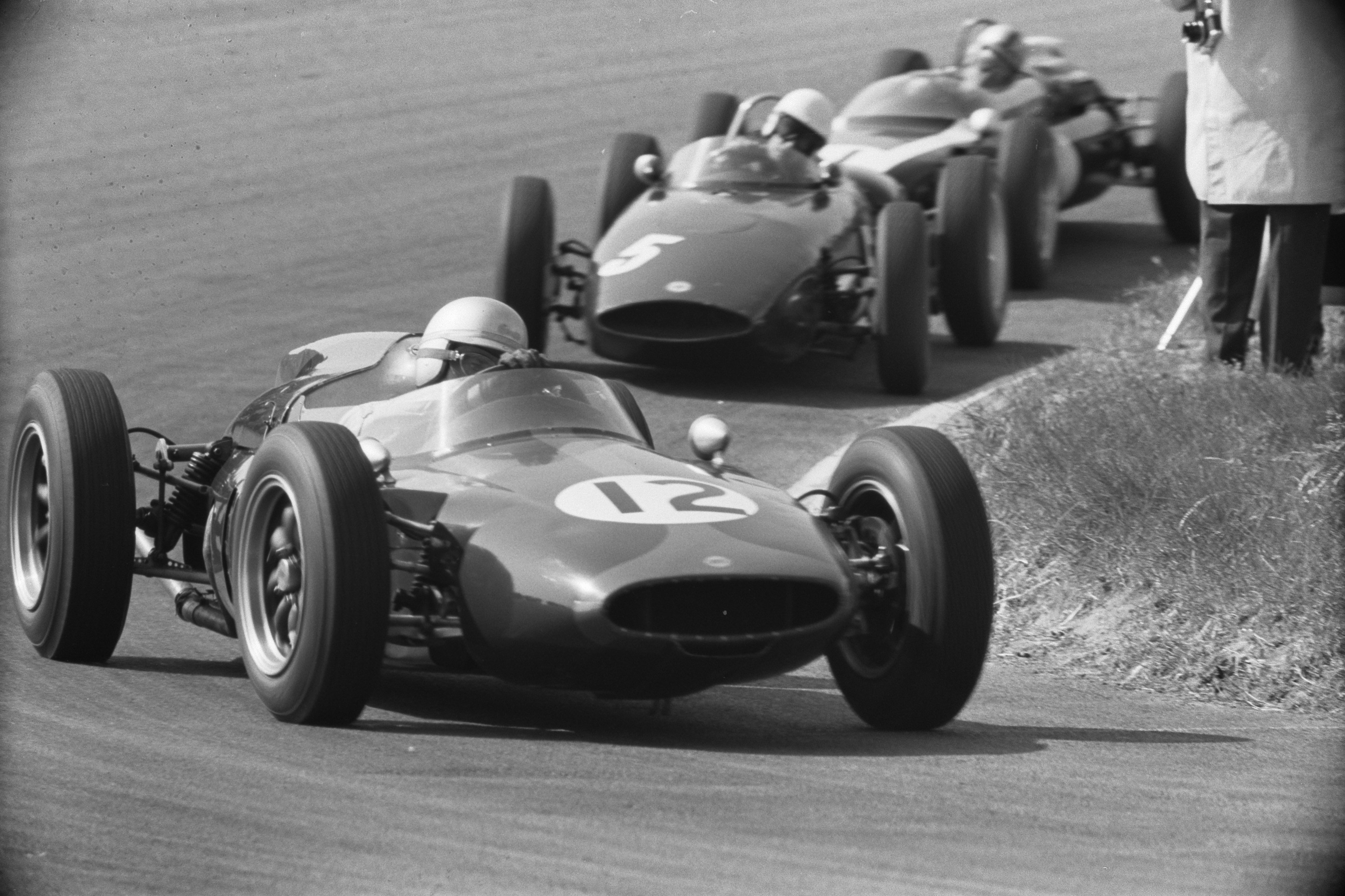
Championne du monde en 1960, la Cooper T53 reste très appréciée des écuries privées. La T53 du Yeoman Credit, aux mains de Surtees, précède ici la BRM P48/57 de Brooks, lors d'une des premières épreuves de la saison.

L’équipe britannique ne dispose toujours que d'un seul moteur Coventry Climax FWMV à huit cylindres en V, monté dans la Cooper T58 de Jack Brabham. Ce V8 comporte quatre arbres à cames en tête et son alimentation est assurée par quatre carburateurs Weber double corps, la puissance disponible étant de 174 chevaux à 8600 tr/min. Pour faire face aux problèmes de surchauffe rencontrés jusqu'alors, le circuit de refroidissement a été modifié, mais faute de temps l'efficacité du nouveau système n'a pu être testée. Le champion australien dispose donc d'une voiture de réserve, une T55 à moteur Climax FPF MkII (quatre cylindres, 152 chevaux à 7600 tr/min) identique à celle de son coéquipier Bruce McLaren. Équipées d'une boite de vitesses à six rapports, ces monoplaces pèsent 465 kg, le moteur V8 ne se révélant pas plus lourd que le quatre cylindres. L'usine a également préparé une T53 à moteur Climax FPF et boîte cinq vitesses, louée au milliardaire texan Hap Sharp.
- Cooper T53 privées

Dirigée par Reg Parnell, l'équipe Yeoman Credit a engagé deux T53 à moteur Climax FPF MkII pour ses pilotes habituels John Surtees et Roy Salvadori. Les deux autres T53 présentes sont aux mains de Roger Penske (au sein de l'écurie John M Wyatt III) et de Walt Hansgen (Momo Corporation) ; elles sont équipées d'une version antérieure (MkI) du moteur FPF, d'une puissance de 143 chevaux.
- Lotus 21 & 18/21 "Usine"

Colin Chapman a engagé deux Lotus 21 pour ses pilotes habituels Jim Clark et Innes Ireland. Compactes et agiles, ces monoplaces dérivées de la Lotus 18 pèsent 455 kg et bénéficient d'une aérodynamique très étudiée, avec suspension avant carénée. Elles sont équipées d'un moteur Climax FPF MkII associé à une boîte de vitesses ZF à cinq rapports. L'usine a également modifié deux 18 de la saison précédente, y greffant les éléments de carrosserie de la 21. Renommées 18/21, ces monoplaces sont louées, l'une au pilote américain Jim Hall, l'autre à l'équipe J Wheeler Autosport pour le jeune Canadien Peter Ryan, ce dernier ne disposant que de l'ancienne version du moteur FPF.
- Lotus 18/21 & 18 privées

Chapman ayant refusé de lui vendre une Lotus 21 cette saison, Rob Walker utilise toujours ses deux Lotus 18 de la saison précédente, devenues 18/21 grâce aux modifications de carrosserie effectuées par le chef mécanicien Alf Francis. L'un des deux châssis est désormais équipé du dernier moteur Climax V8, associé à une boîte de vitesses Colotti à cinq rapports, l'autre conservant son moteur quatre cylindres FPF MkII et sa boîte d'origine, Stirling Moss pouvant disposer à sa convenance des deux modèles. L'équipe UDT Laystall engage également deux Lotus 18/21 à moteur Climax FPF MkII pour Masten Gregory et Olivier Gendebien, ce dernier remplaçant Henry Taylor, évincé de l'écurie pour manque de performance. L'Américain Lloyd Ruby fait ses débuts en F1 sur une 18 engagée par J Frank Harrison, tandis que la mécène Louise Bryden-Brown, qui avait initialement engagé sa Lotus 18 pour Ken Miles, a finalement déclaré forfait.
- BRM P57 & P48/57 "Usine"

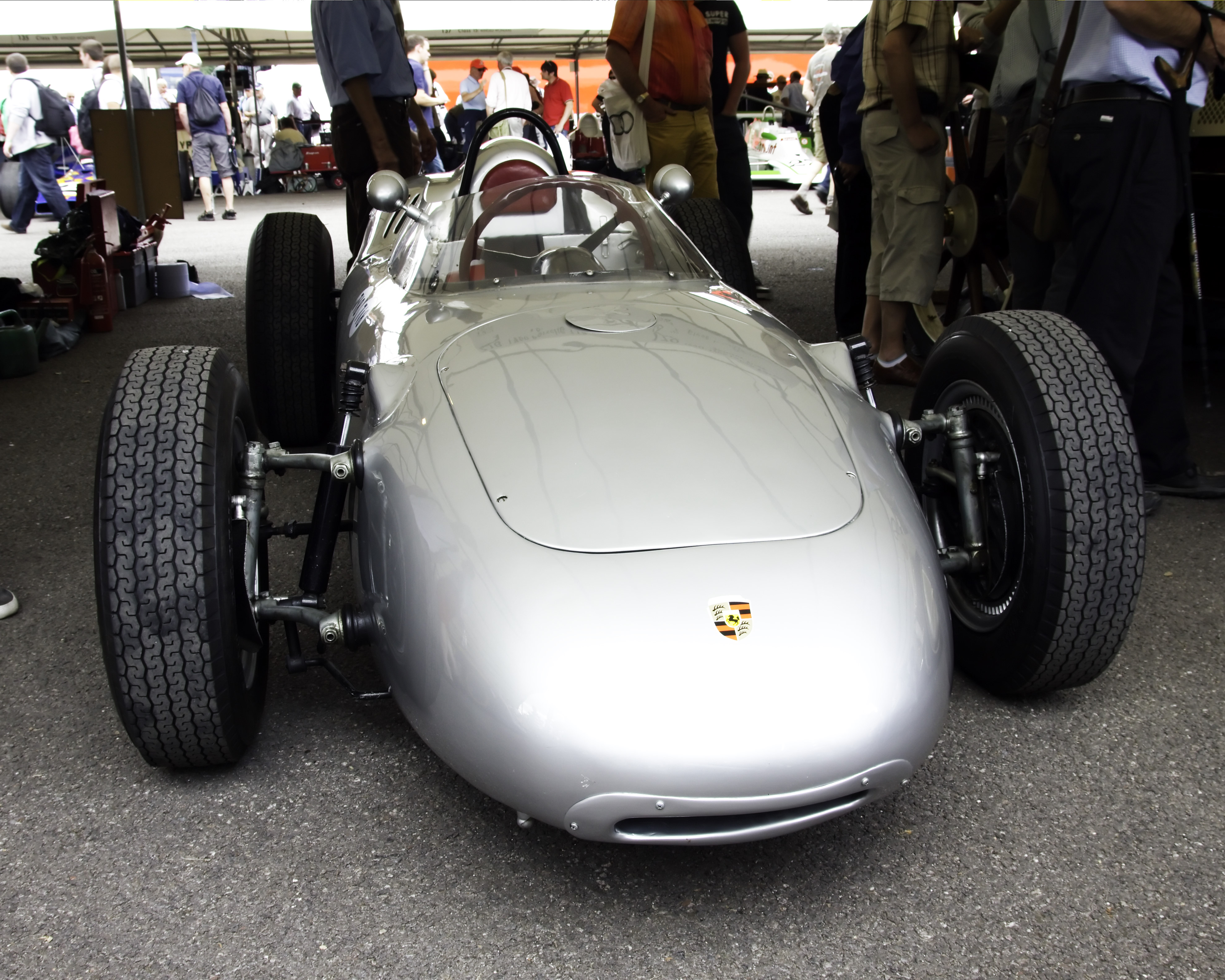
La Porsche 718, initialement conçue pour la Formule 2.

Manquant encore de mise au point, les nouvelles P57 à moteur V8 apparues aux essais du Grand Prix d'Italie sont restées en Europe et la marque de Bourne s'appuie une nouvelle fois sur ses P48/57 à moteur Climax FPF, confiées à ses pilotes habituels Graham Hill et Tony Brooks. Ces monoplaces pèsent environ 470 kg.
- Porsche 718 "Usine"

Ayant pris du retard dans la réalisation de sa nouvelle monoplace à moteur huit cylindres, Porsche a disputé sa première saison complète de F1 avec ses anciens modèles 718, initialement conçus pour la Formule 2. Par rapport à la 718-2 initiale, la version F1 a toutefois bénéficié de certaines améliorations en cours d'année (freins à disques, suspension, capot arrière mieux profilé), des solutions initialement essayées sur le modèle intermédiaire 787 dont le développement fut rapidement abandonné faute de résultats probants. Flirtant avec le poids minimal autorisé (450 kg), la 718 est équipée d'un moteur à quatre cylindres à plat, refroidi par air et alimenté par un système d'injection mécanique Kugelfischer. La puissance maximale est de l'ordre de 170 chevaux à 9000 tr/min. Joakim Bonnier et Dan Gurney pilotent leurs monoplaces habituelles.

## Coureurs inscrits

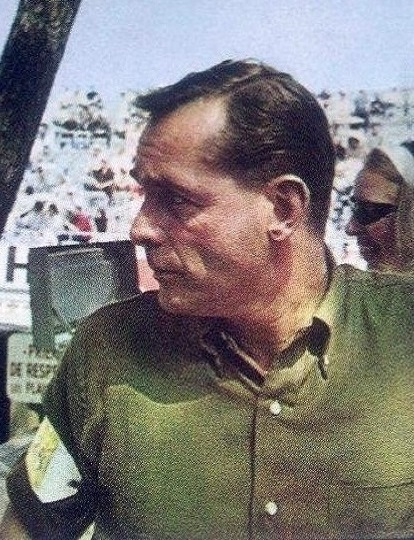
Initialement engagé sur la Ferrari n°8, Phil Hill n'a pu trouver de volant après le forfait du constructeur italien et ne pourra étrenner son titre de champion du monde à Watkins Glen.

| no | Pilote                    | Écurie                     | Constructeur | Modèle                | Moteur                                                 | Pneumatiques |
| -- | ------------------------- | -------------------------- | ------------ | --------------------- | ------------------------------------------------------ | ------------ |
| 1  | Jack Brabham              | Cooper Car Company         | Cooper       | Cooper T58 Cooper T55 | Coventry Climax FWMV V8 Coventry Climax FPF MkII L4    | D            |
| 2  | Bruce McLaren             | Cooper Car Company         | Cooper       | Cooper T55            | Coventry Climax FPF MkII L4                            | D            |
| 3  | Hap Sharp                 | Cooper Car Company         | Cooper       | Cooper T53            | Coventry Climax FPF MkII L4                            | D            |
| 4  | Graham Hill               | Owen Racing Organisation   | BRM          | BRM P48/57            | Coventry Climax FPF MkII L4                            | D            |
| 5  | Tony Brooks               | Owen Racing Organisation   | BRM          | BRM P48/57            | Coventry Climax FPF MkII L4                            | D            |
| 6  | Roger Penske Walt Hansgen | John M Wyatt III           | Cooper       | Cooper T53            | Coventry Climax FPF MkI L4                             | D            |
| 7  | Stirling Moss             | Rob Walker Racing Team     | Lotus        | Lotus 18/21           | Coventry Climax FWMV V8 Coventry Climax FPF MkII L4    | D            |
| 8  | Phil Hill                 | Ferrari SEFAC              | Ferrari      | Ferrari 156           | Ferrari 178 V6 (120°)                                  | D            |
| 9  | Richie Ginther            | Ferrari SEFAC              | Ferrari      | Ferrari 156           | Ferrari 178 V6 (120°)                                  | D            |
| 10 | Ricardo Rodríguez         | Ferrari SEFAC              | Ferrari      | Ferrari 156           | Ferrari 178 V6 (65°)                                   | D            |
| 11 | Joakim Bonnier            | Porsche System Engineering | Porsche      | Porsche 718           | Porsche 547/3 F4                                       | D            |
| 12 | Dan Gurney                | Porsche System Engineering | Porsche      | Porsche 718           | Porsche 547/3 F4                                       | D            |
| 14 | Jim Clark                 | Team Lotus                 | Lotus        | Lotus 21              | Coventry Climax FPF MkII L4                            | D            |
| 15 | Innes Ireland             | Team Lotus                 | Lotus        | Lotus 21              | Coventry Climax FPF MkII L4                            | D            |
| 16 | Peter Ryan                | J Wheeler Autosport        | Lotus        | Lotus 18/21           | Coventry Climax FPF MkI L4                             | D            |
| 17 | Jim Hall                  | Privé                      | Lotus        | Lotus 18/21           | Coventry Climax FPF MkII L4                            | D            |
| 18 | John Surtees              | Yeoman Credit Racing Team  | Cooper       | Cooper T53            | Coventry Climax FPF MkII L4                            | D            |
| 19 | Roy Salvadori             | Yeoman Credit Racing Team  | Cooper       | Cooper T53            | Coventry Climax FPF MkII L4                            | D            |
| 21 | Olivier Gendebien         | UDT Laystall Racing        | Lotus        | Lotus 18/21           | Coventry Climax FPF MkII L4                            | D            |
| 22 | Masten Gregory            | UDT Laystall Racing        | Lotus        | Lotus 18/21           | Coventry Climax FPF MkII L4                            | D            |
| 23 | Ken Miles                 | Louise Bryden-Brown        | Lotus        | Lotus 18              | Coventry Climax FPF MkII L4                            | D            |
| 26 | Lloyd Ruby                | J Frank Harrison           | Lotus        | Lotus 18              | Coventry Climax FPF MkI L4                             | D            |
| 60 | Walt Hansgen              | Momo Corporation           | Cooper       | Cooper T53            | Coventry Climax FPF MkI L4 Coventry Climax FPF MkII L4 | D            |

- Jack Brabham utilisera la Cooper T58 à moteur V8 FWMV aux essais et en course, la T55 à moteur quatre cylindres FPF MkII n'étant utilisée qu'aux essais.
- Stirling Moss utilisera la Lotus 18/21 à moteur quatre cylindres FPF MkII aux essais et en course, la version à moteur V8 FWMV n'étant utilisée qu'aux essais.
- Walt Hansgen effectuera la première journée d'essais avec un moteur Climax FPF MkI mais sa Cooper T53 sera équipée d'une version MkII prêtée par le Rob Walker Racing Team dès le samedi. L'Américain empruntera également la Cooper de Roger Penske le vendredi[5].

## Qualifications
Deux journées d'essais sont prévues, le vendredi et le samedi précédant la course.

### Première journée - vendredi 6 octobre
La première session qualificative a lieu le vendredi après-midi, sous le soleil. Stirling Moss est l'un des premiers en piste, au volant de sa Lotus à moteur V8. Grâce à sa bonne connaissance du circuit, il accomplit d'emblée une série de tours rapides, à près de 163 km/h de moyenne, avant que la séance ne soit interrompue par un accident spectaculaire, Olivier Gendebien effectuant un demi tonneau à la sortie du dernier virage, juste avant la courte ligne droite des stands. Il s'en sort heureusement indemne, mais sa Lotus est sérieusement endommagée ; ses mécaniciens parviendront cependant à la réparer pour le samedi. À la reprise, Jack Brabham se met également en évidence, le champion australien se montrant très à l'aise sur sa Cooper V8, rivalisant avec Moss. Les deux pilotes améliorent progressivement leurs temps avant que la séance ne soit une nouvelle fois interrompue, Innes Ireland effectuant une spectaculaire sortie de route, terminant sa course dans les broussailles. Le pilote écossais est indemne, mais sa Lotus est pliée et ne pourra être remise en état avant le lendemain. Durant la dernière heure d'essais, Brabham se montre de plus en plus rapide, il va finalement parvenir à boucler un tour à plus de 172 km/h de moyenne, reléguant Moss à près d'une seconde et demie. Le Britannique a également testé sa seconde voiture, à moteur quatre cylindres, réalisant le même temps qu'avec le V8. En fin de séance, Bruce McLaren parvient à égaler, au volant de sa Cooper, le temps de Moss, devançant de peu la BRM de Graham Hill.
| Pos. | Pilote            | Écurie        | Temps        | Écart   |
| ---- | ----------------- | ------------- | ------------ | ------- |
| 1    | Jack Brabham      | Cooper-Climax | 1 min 17 s 3 |         |
| 2    | Stirling Moss     | Lotus-Climax  | 1 min 18 s 7 | + 1 s 4 |
| 3    | Bruce McLaren     | Cooper-Climax | 1 min 18 s 7 | + 1 s 4 |
| 4    | Graham Hill       | BRM-Climax    | 1 min 18 s 8 | + 1 s 5 |
| 5    | Dan Gurney        | Porsche       | 1 min 19 s 0 | + 1 s 7 |
| 6    | John Surtees      | Cooper-Climax | 1 min 19 s 0 | + 1 s 7 |
| 7    | Masten Gregory    | Lotus-Climax  | 1 min 19 s 1 | + 1 s 8 |
| 8    | Tony Brooks       | BRM-Climax    | 1 min 19 s 4 | + 2 s 1 |
| 9    | Joakim Bonnier    | Porsche       | 1 min 19 s 4 | + 2 s 1 |
| 10   | Roy Salvadori     | Cooper-Climax | 1 min 19 s 6 | + 2 s 3 |
| 11   | Innes Ireland     | Lotus-Climax  | 1 min 20 s 0 | + 2 s 7 |
| 12   | Jim Clark         | Lotus-Climax  | 1 min 20 s 6 | + 3 s 3 |
| 13   | Jim Hall          | Lotus-Climax  | 1 min 22 s 3 | + 5 s 0 |
| 14   | Lloyd Ruby        | Lotus-Climax  | 1 min 22 s 5 | + 5 s 2 |
| 15   | Roger Penske      | Cooper-Climax | 1 min 22 s 6 | + 5 s 3 |
| 16   | Olivier Gendebien | Lotus-Climax  | 1 min 22 s 7 | + 5 s 4 |
| 17   | Walt Hansgen      | Cooper-Climax | 1 min 22 s 9 | + 5 s 6 |
| 18   | Peter Ryan        | Lotus-Climax  | 1 min 26 s 0 | + 8 s 7 |

- Jack Brabham a réalisé le meilleur temps de la journée (1 min 17 s 3) au volant de sa Cooper à moteur V8. Il a également brièvement tourné avec le modèle à quatre cylindres, en 1 min 30 s 2.
- Stirling Moss a réalisé la même performance (1 min 18 s 7) avec ses deux monoplaces, sa Lotus à moteur V8 et celle à moteur quatre cylindres.
- Walt Hansgen a réalisé son temps d'1 min 22 s 9 sur la Cooper de Roger Penske. Il avait auparavant réalisé un temps d'1 min 27 s 6 sur sa propre Cooper, avant d'être immobilisé par un problème de moteur.

### Deuxième séance - samedi 7 octobre
La deuxième journée d'essais débute le samedi matin, sur une piste à nouveau parfaitement sèche. Parmi les premières voitures en piste se trouvent les Porsche de Dan Gurney et de Joakim Bonnier, qui améliorent leurs temps de la veille, tout comme Jim Clark qui sur sa Lotus parvient à devancer Moss, avant qu'une fuite d'huile ne vienne interrompre sa séance. Peu après, Brabham et Moss reprennent leur duel. Tous deux vont une nouvelle fois dominer leurs adversaires, Brabham améliorant de trois dixièmes sa performance de la veille, tournant à 173 km/h de moyenne, devançant Moss de deux dixièmes de secondes. Ce dernier va cependant devoir se rabattre sur son mulet à moteur quatre cylindres, après qu'une fuite d'huile puis des problèmes électriques sont apparus sur le V8 l'après-midi. Par sécurité, le champion britannique choisira de prendre le départ sur sa seconde voiture, une seconde au tour plus lente, perdant sa place en première ligne au bénéfice de Graham Hill, qui avait profité de l'aspiration de son compatriote pour réaliser la troisième performance du jour, et qui prendra le départ au côté de Brabham, le plus rapide de chacune des deux sessions.
| Pos. | Pilote            | Écurie        | Temps        | Écart   |
| ---- | ----------------- | ------------- | ------------ | ------- |
| 1    | Jack Brabham      | Cooper-Climax | 1 min 17 s 0 |         |
| 2    | Stirling Moss     | Lotus-Climax  | 1 min 17 s 2 | + 0 s 2 |
| 3    | Graham Hill       | BRM-Climax    | 1 min 18 s 1 | + 1 s 1 |
| 4    | Bruce McLaren     | Cooper-Climax | 1 min 18 s 2 | + 1 s 2 |
| 5    | Jim Clark         | Lotus-Climax  | 1 min 18 s 3 | + 1 s 3 |
| 6    | Tony Brooks       | BRM-Climax    | 1 min 18 s 3 | + 1 s 3 |
| 7    | Dan Gurney        | Porsche       | 1 min 18 s 6 | + 1 s 6 |
| 8    | Innes Ireland     | Lotus-Climax  | 1 min 18 s 8 | + 1 s 8 |
| 9    | John Surtees      | Cooper-Climax | 1 min 18 s 9 | + 1 s 9 |
| 10   | Joakim Bonnier    | Porsche       | 1 min 18 s 9 | + 1 s 9 |
| 11   | Roy Salvadori     | Cooper-Climax | 1 min 19 s 2 | + 2 s 2 |
| 12   | Peter Ryan        | Lotus-Climax  | 1 min 20 s 0 | + 3 s 0 |
| 13   | Masten Gregory    | Lotus-Climax  | 1 min 20 s 5 | + 3 s 5 |
| 14   | Olivier Gendebien | Lotus-Climax  | 1 min 20 s 5 | + 3 s 5 |
| 15   | Roger Penske      | Cooper-Climax | 1 min 20 s 6 | + 3 s 6 |
| 16   | Hap Sharp         | Cooper-Climax | 1 min 21 s 0 | + 4 s 0 |
| 17   | Jim Hall          | Lotus-Climax  | 1 min 21 s 8 | + 4 s 8 |
| 18   | Lloyd Ruby        | Lotus-Climax  | 1 min 21 s 8 | + 4 s 8 |

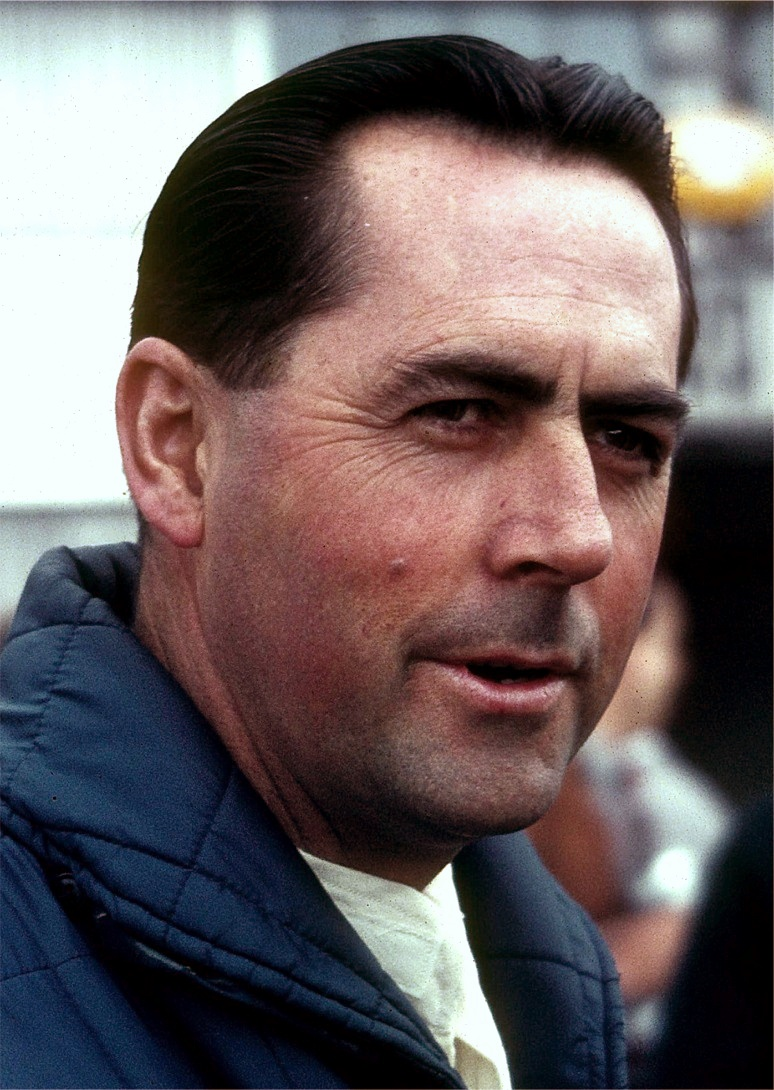
Jack Brabham s'est montré le plus rapide aux essais.

- Stirling Moss a accompli le deuxième meilleur temps de la journée (1 min 17 s 2) au volant de sa Lotus à moteur V8. Il a aussi réalisé un temps d'1 min 18 s 2 sur sa Lotus à moteur quatre cylindres ; le pilote britannique ayant choisi d'effectuer la course au volant de cette dernière, c'est ce temps qui sera retenu pour l'établissement de la grille du départ, ce qui lui vaudra de partir à la corde de la seconde ligne et non pas à l'extérieur de la première ligne.

## Grille de départ du Grand Prix
| 1re ligne | Pos. 2                       |                               | Pos. 1                      |                              |
|           | G. Hill BRM 1 min 18 s 1     |                               | Brabham Cooper 1 min 17 s 0 |                              |
| 2e ligne  |                              | Pos. 4                        |                             | Pos. 3                       |
|           |                              | McLaren Cooper 1 min 18 s 2   |                             | Moss Lotus 1 min 18 s 2      |
| 3e ligne  | Pos. 6                       |                               | Pos. 5                      |                              |
|           | Brooks BRM 1 min 18 s 3      |                               | Clark Lotus 1 min 18 s 3    |                              |
| 4e ligne  |                              | Pos. 8                        |                             | Pos. 7                       |
|           |                              | Ireland Lotus 1 min 18 s 8    |                             | Gurney Porsche 1 min 18 s 6  |
| 5e ligne  | Pos. 10                      |                               | Pos. 9                      |                              |
|           | Bonnier Porsche 1 min 18 s 9 |                               | Surtees Cooper 1 min 18 s 9 |                              |
| 6e ligne  |                              | Pos. 12                       |                             | Pos. 11                      |
|           |                              | Salvadori Cooper 1 min 19 s 2 |                             | Gregory Lotus 1 min 19 s 1   |
| 7e ligne  | Pos. 14                      |                               | Pos. 13                     |                              |
|           | Hansgen Cooper 1 min 20 s 4  |                               | Ryan Lotus 1 min 20 s 0     |                              |
| 8e ligne  |                              | Pos. 16                       |                             | Pos. 15                      |
|           |                              | Penske Cooper 1 min 20 s 6    |                             | Gendebien Lotus 1 min 20 s 5 |
| 9e ligne  | Pos. 18                      |                               | Pos. 17                     |                              |
|           | Hall Lotus 1 min 21 s 8      |                               | Sharp Cooper 1 min 21 s 0   |                              |
| 10e ligne |                              | Pos. 19                       |                             |                              |
|           |                              | Ruby Lotus 1 min 21 s 8       |                             |                              |

## Déroulement de la course
Le départ est donné le dimanche à quatorze heures, devant cinquante mille spectateurs. Le temps est légèrement couvert, mais la piste est parfaitement sèche. S'élançant en pole position au volant de sa Cooper, Jack Brabham prend un léger avantage sur la Lotus de Stirling Moss mais après quelques centaines de mètres le Britannique parvient à lui subtiliser le commandement. À la sortie du S du Club House, Graham Hill (BRM) et Innes Ireland (Lotus) ont également débordé le champion australien, mais celui-ci récupère bientôt la seconde place et repasse devant les stands dans les roues de Moss, et talonné par Ireland et Hill. Légèrement détachée, la Porsche de Dan Gurney mène le reste du peloton au sein duquel manque déjà la Cooper de John Surtees, qui a coulé une bielle après seulement quatre cents mètres de course. À la fin du deuxième tour, les deux premiers ont légèrement creusé l'écart sur leurs poursuivants, toujours emmenés par Ireland, mais ce dernier va peu après effectuer un tête-à-queue, semant la perturbation dans le groupe. Bruce McLaren (Cooper) en profite pour s'emparer de la troisième place devant la Lotus de Masten Gregory, alors que Hill, gêné, a chuté en dixième position, juste devant l'Écossais qui est reparti sans dommage. Brabham attaque Moss sans relâche et au sixième tour parvient à trouver l'ouverture, prenant la tête de la course tandis que Jim Clark, qui occupait la cinquième place sur sa Lotus, est ralenti par des problèmes d'embrayage qui le contraignent à rentrer au stand où il va perdre trois tours avant de pouvoir repartir.
Moss se maintient dans le sillage de Brabham et les deux pilotes restent roues dans roues dans cet ordre jusqu'au seizième tour au cours duquel le Britannique parvient à déborder l'Australien, qui reprend au commandement une boucle plus tard. L'écart entre les deux hommes de tête se maintient à quelques dixièmes de secondes. Au vingtième passage, ils comptent déjà plus de vingt-cinq secondes d'avance sur McLaren et Ireland (auteur d'une belle remontée), qui précèdent de quelques longueurs Graham Hill. Plus loin, Gurney et Gregory se disputent âprement la sixième place. Moss va une nouvelle fois reprendre le commandement au cours du vingt-quatrième tour, mais deux rondes plus tard Brabham retrouve sa place en tête. Il s'y maintient jusqu'au trente-troisième passage devant les stands, avant d'être une nouvelle fois débordé par son adversaire, qu'il parvient à dépasser de nouveau au cours du trente-sixième tour. Ireland a dépossédé McLaren, gêné par des problèmes de boîte de vitesses, de sa troisième place, et se détache progressivement. McLaren va se faire dépasser peu après par Hill. Devant, le moteur de la Cooper de Brabham commence à chauffer et le pilote australien commence à ralentir, cédant le commandement à Moss au trente-neuvième tour et perdant rapidement du terrain sur lui. Le pilote australien va devoir s'arrêter au stand quelques tours plus tard, afin de faire rajouter de l'eau dans le radiateur. Il en ressort en huitième position, avec plus d'une minute de retard. Moss compte désormais une quarantaine de secondes d'avance sur Ireland et Hill, alors que McLaren, quatrième, continue à perdre du terrain. À mi-distance, la Lotus de tête a porté son avance à quarante-cinq secondes sur Ireland et Hill, qui se disputent la seconde place. Après un début de course prudent, Roy Salvadori (Cooper) est bien revenu : il vient de dépasser la Porsche de Gurney et se rapproche progressivement de McLaren. Alors que la victoire ne pouvait plus lui être contestée, Moss doit renoncer au cours du cinquante-neuvième tour, son moteur ayant perdu toute son huile.

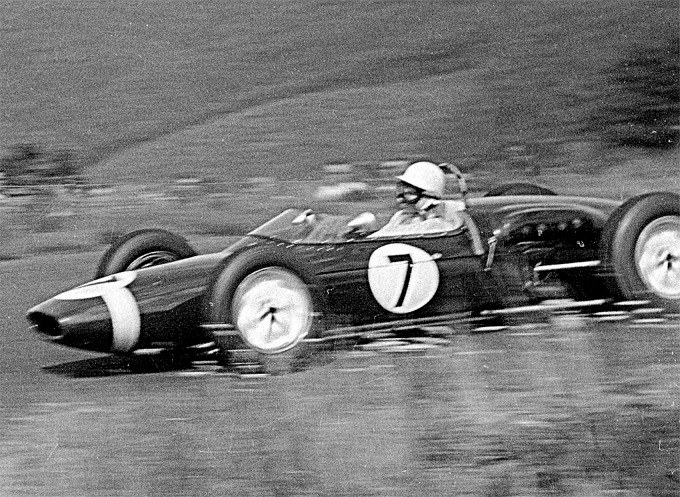
Une fuite d'huile survenue peu après la mi-course a privé Stirling Moss d'une troisième victoire cette saison.

Ireland se retrouve en tête, avec Hill dans son sillage. Durant une quinzaine de tours les deux Britanniques vont rester roues dans roues, avant que la BRM ne connaisse à un problème d'allumage, forçant Hill à un arrêt au stand pour faire refixer sa magnéto. Salvadori, qui a dépassé McLaren un peu plus tôt, occupe désormais la deuxième place, à environ vingt secondes d'Ireland. Gurney a également pris le dessus sur le Néo-Zélandais, toujours handicapé par ses problèmes de transmission. Le suspense reste entier, car l'écart entre les deux premiers diminue au fil des tours, Salvadori accomplissant une fin de course de toute beauté. À cinq tours de la fin, il est revenu à quatre secondes de la Lotus de tête et le public s'apprête à vivre une arrivée très serrée. Mais alors que McLaren vient de perdre une place supplémentaire au profit de la BRM de Tony Brooks, la Cooper de Salvadori ralentit soudainement, moteur explosé. Ireland compte alors quelques secondes d'avance sur Gurney, qu'il parvient à conserver jusqu'à l'arrivée, s'octroyant sa première victoire en championnat du monde. Pour sa dernière apparition, Brooks finit à une heureuse troisième place, devant McLaren, qui est parvenu à terminer malgré une voiture mal en point, et Hill, attardé après son arrêt.

### Classements intermédiaires
Classements intermédiaires des monoplaces aux premier, troisième, cinquième, septième, dixième, vingtième, vingt-cinquième, trentième, quarantième, quarante-cinquième, cinquantième, soixantième, soixante-quinzième et quatre-vingt-quinzième tours,.

### Classement de la course

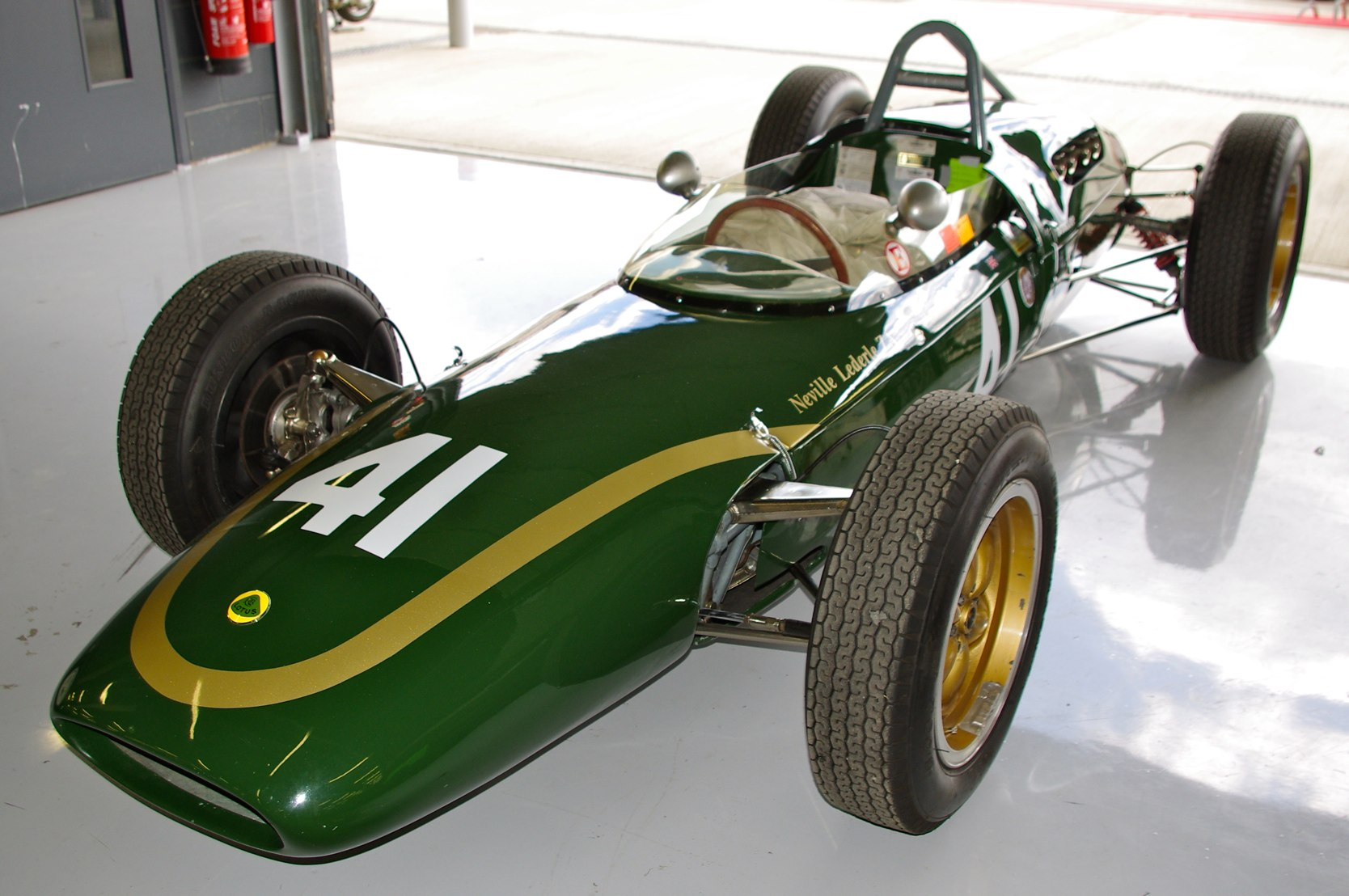
La Lotus 21 apporte à Innes Ireland et au Team Lotus leur première victoire en championnat du monde.

| Pos  | No | Pilote                           | Écurie        | Tours | Temps/Abandon     | Grille | Points |
| ---- | -- | -------------------------------- | ------------- | ----- | ----------------- | ------ | ------ |
| 1    | 15 | Innes Ireland                    | Lotus-Climax  | 100   | 2 h 13 min 45 s 8 | 8      | 9      |
| 2    | 12 | Dan Gurney                       | Porsche       | 100   | +4 s 3            | 7      | 6      |
| 3    | 5  | Tony Brooks                      | BRM-Climax    | 100   | +49 s 0           | 5      | 4      |
| 4    | 2  | Bruce McLaren                    | Cooper-Climax | 100   | +58 s 0           | 4      | 3      |
| 5    | 4  | Graham Hill                      | BRM-Climax    | 99    | +1 tour           | 2      | 2      |
| 6    | 11 | Jo Bonnier                       | Porsche       | 98    | +2 tours          | 10     | 1      |
| 7    | 14 | Jim Clark                        | Lotus-Climax  | 96    | +4 tours          | 6      |        |
| 8    | 6  | Roger Penske                     | Cooper-Climax | 96    | +4 tours          | 16     |        |
| 9    | 16 | Peter Ryan                       | Lotus-Climax  | 96    | +4 tours          | 13     |        |
| 10   | 3  | Hap Sharp                        | Cooper-Climax | 93    | +7 tours          | 17     |        |
| 11   | 21 | Olivier Gendebien Masten Gregory | Lotus-Climax  | 92    | +8 tours          | 15     |        |
| Abd. | 19 | Roy Salvadori                    | Cooper-Climax | 96    | Moteur            | 12     |        |
| Abd. | 17 | Jim Hall                         | Lotus-Climax  | 76    | Fuite d'essence   | 18     |        |
| Abd. | 26 | Lloyd Ruby                       | Lotus-Climax  | 76    | Magnéto           | 19     |        |
| Abd. | 7  | Stirling Moss                    | Lotus-Climax  | 58    | Moteur            | 3      |        |
| Abd. | 1  | Jack Brabham                     | Cooper-Climax | 57    | Surchauffe moteur | 1      |        |
| Abd. | 22 | Masten Gregory                   | Lotus-Climax  | 23    | Boîte de vitesses | 11     |        |
| Abd. | 60 | Walt Hansgen                     | Cooper-Climax | 14    | Accident          | 14     |        |
| Abd. | 18 | John Surtees                     | Cooper-Climax | 0     | Moteur            | 9      |        |

Légende :
- Abd. = Abandon

### Pole position et record du tour
- Pole position :  Jack Brabham en 1 min 17 s 0 (vitesse moyenne : 173,034 km/h). Temps réalisé lors de la séance d'essais du samedi 7 octobre[9].
- Meilleur tour en course :  Jack Brabham en 1 min 18 s 2 au 28e tour (vitesse moyenne : 170,379 km/h).

### Tours en tête
- Stirling Moss : 30 tours (1-5 / 16 / 24-25 / 34-35 / 39-58)
- Jack Brabham : 28 tours (6-15 / 17-23 / 26-33 / 36-38)
- Innes Ireland : 42 tours (59-100)

## Classement final du championnat
- Attribution des points : 9, 6, 4, 3, 2, 1 respectivement aux six premiers de chaque épreuve.
- Pour la coupe des constructeurs, même barème à l'exception de la première place (8 points au lieu de 9) et seule la voiture la mieux classée de chaque équipe inscrit des points.
- Seuls les cinq meilleurs résultats sont comptabilisés. Phil Hill doit donc décompter les quatre points acquis en Allemagne. Pour la Coupe des constructeurs, Ferrari doit décompter les six points acquis à Monaco et les six acquis en Allemagne ; Porsche doit décompter le point marqué en Belgique ; Cooper-Climax doit décompter le point marqué à Monaco et celui marqué aux Pays-Bas, ainsi que les deux acquis en Allemagne.
- Le règlement permet aux pilotes de se relayer sur une même voiture, les points éventuellement acquis étant alors perdus pour pilotes et constructeur[9].
- Sur neuf épreuves qualificatives prévues pour le championnat du monde 1961, huit ont été maintenues au calendrier, le Grand Prix du Maroc (programmé le 29 octobre) ayant été annulé pour raisons financières[9].

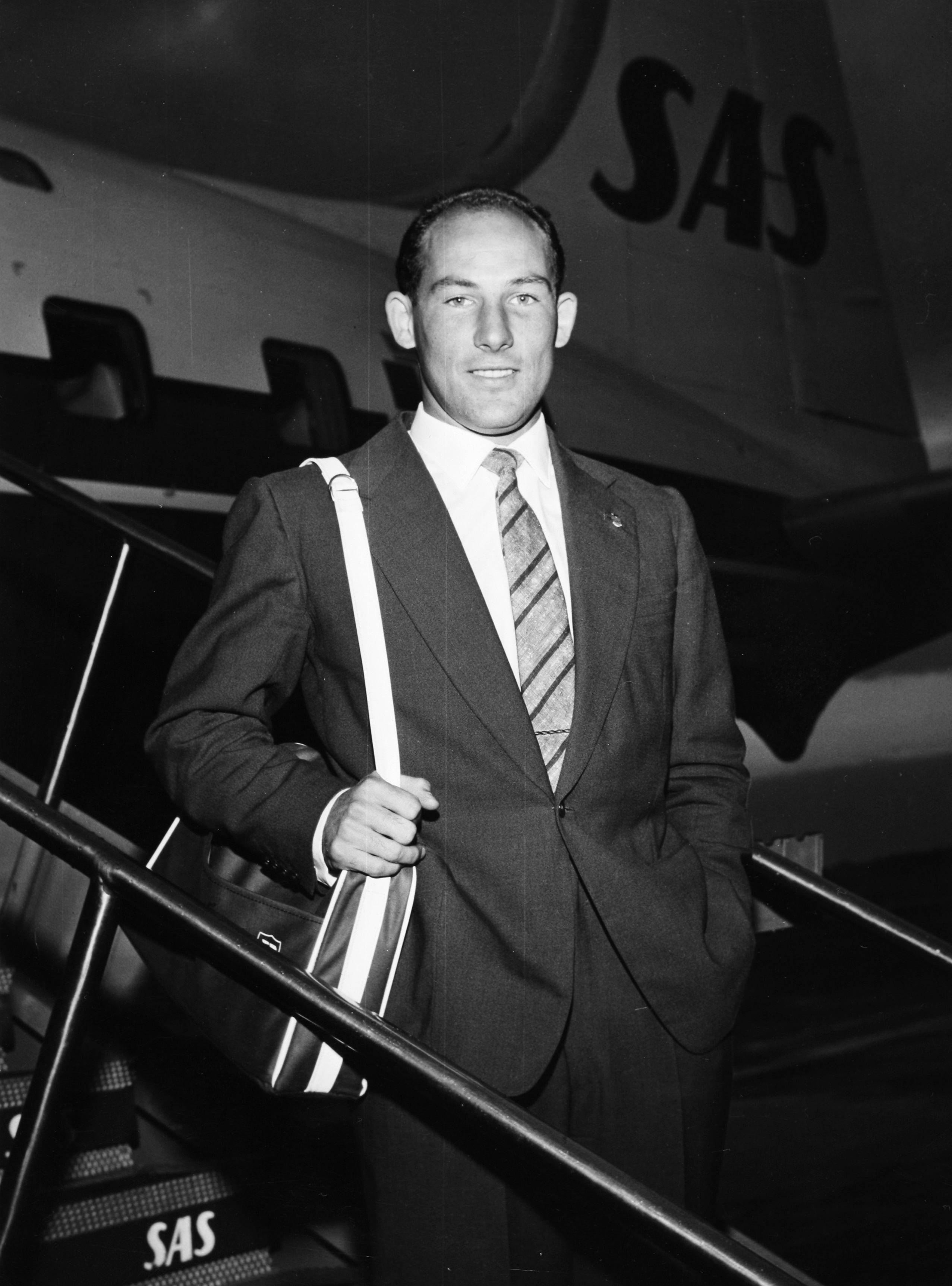
Seul pilote ayant réussi (à deux reprises) à battre les Ferrari cette saison, Stirling Moss termine troisième du championnat.

| Pos. | Pilote             | Écurie  | Points  | MON | NL | BEL | FRA | GBR | ALL | ITA | USA |
| ---- | ------------------ | ------- | ------- | --- | -- | --- | --- | --- | --- | --- | --- |
| 1    | Phil Hill          | Ferrari | 34 (38) | 4   | 6  | 9   | -   | 6   | (4) | 9   | -   |
| 2    | Wolfgang von Trips | Ferrari | 33      | 3   | 9  | 6   | -   | 9   | 6   | -   | -   |
| 3    | Stirling Moss      | Lotus   | 21      | 9   | 3  | -   | -   | -   | 9   | -   | -   |
|      | Dan Gurney         | Porsche | 21      | 2   | -  | 1   | 6   | -   | -   | 6   | 6   |
| 5    | Richie Ginther     | Ferrari | 16      | 6   | 2  | 4   | -   | 4   | -   | -   | -   |
| 6    | Innes Ireland      | Lotus   | 12      | -   | -  | -   | 3   | -   | -   | -   | 9   |
| 7    | Jim Clark          | Lotus   | 11      | -   | 4  | -   | 4   | -   | 3   | -   | -   |
|      | Bruce McLaren      | Cooper  | 11      | 1   | -  | -   | 2   | -   | 1   | 4   | 3   |
| 9    | Giancarlo Baghetti | Ferrari | 9       | -   | -  | -   | 9   | -   | -   | -   | -   |
| 10   | Tony Brooks        | BRM     | 6       | -   | -  | -   | -   | -   | -   | 2   | 4   |
| 11   | Jack Brabham       | Cooper  | 4       | -   | 1  | -   | -   | 3   | -   | -   | -   |
|      | John Surtees       | Cooper  | 4       | -   | -  | 2   | -   | -   | 2   | -   | -   |
| 13   | Olivier Gendebien  | Ferrari | 3       | -   | -  | 3   | -   | -   | -   | -   | -   |
|      | Jackie Lewis       | Cooper  | 3       | -   | -  | -   | -   | -   | -   | 3   | -   |
|      | Joakim Bonnier     | Porsche | 3       | -   | -  | -   | -   | 2   | -   | -   | 1   |
|      | Graham Hill        | BRM     | 3       | -   | -  | -   | 1   | -   | -   | -   | 2   |
| 17   | Roy Salvadori      | Cooper  | 2       | -   | -  | -   | -   | 1   | -   | 1   | -   |

| Pos. | Écurie        | Points  | MON | NL  | BEL | FRA | GBR | ALL | ITA | USA |
| ---- | ------------- | ------- | --- | --- | --- | --- | --- | --- | --- | --- |
| 1    | Ferrari       | 40 (52) | (6) | 8   | 8   | 8   | 8   | (6) | 8   | -   |
| 2    | Lotus-Climax  | 32      | 8   | 4   | -   | 4   | -   | 8   | -   | 8   |
| 3    | Porsche       | 22 (23) | 2   | -   | (1) | 6   | 2   | -   | 6   | 6   |
| 4    | Cooper-Climax | 14 (18) | (1) | (1) | 2   | 2   | 3   | (2) | 4   | 3   |
| 5    | BRM-Climax    | 7       | -   | -   | -   | 1   | -   | -   | 2   | 4   |

## À noter
- Première et unique victoire en championnat du monde pour Innes Ireland, sa sixième en F1, le pilote écossais ayant auparavant remporté cinq courses hors championnat (trois en 1960 et deux en 1961). Il en remportera trois autres de 1962 à 1964[12], achevant sa carrière avec un total de neuf victoires en F1.
- 5e victoire en championnat du monde pour Lotus en tant que constructeur.
- 1re victoire en championnat du monde pour le Team Lotus en tant qu'écurie.
- 18e victoire en championnat du monde pour Climax en tant que motoriste.
- 66e et dernier GP de championnat du monde pour Stirling Moss qui sera victime d'un accident le 23 avril 1962 lors du 10e Glover Trophy à Goodwood : Moss s'écrasera contre un talus et sera victime de lésions cervicales. Bien que rétabli, il prendra la décision d'arrêter la compétition automobile.
- Voiture copilotée :
  - no 21 : Olivier Gendebien (30 tours) et Masten Gregory (62 tours), classée onzième[13].